# Phoinix (Malis)

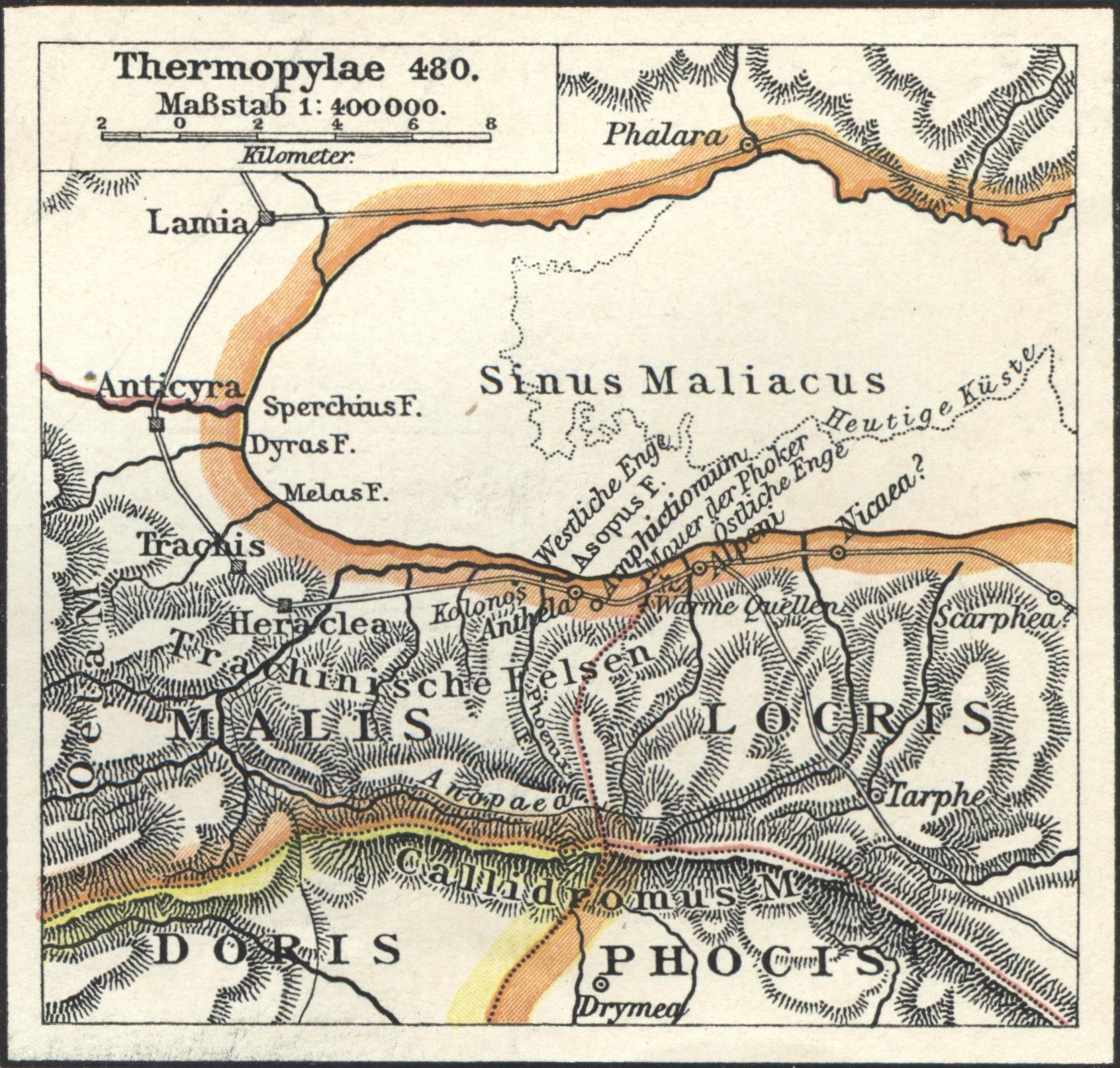
Lage des Phoinix in der Antike

Phoinix (altgriechisch Φοίνιξ) heißt ein kleiner Fluss in der Fthiotida. Der Fluss entspringt im Kallidromogebirge fließt nordwärts. In der Ebene wendet er sich nach Osten und mündet in den Golf von Malia. Heute führt er nur noch bei starkem Regen Wasser. 
Schon in der Antike trug der Fluss den Namen Phoinix. Er soll nach Phoinix, dem Sohn des Amyntor, dessen Grab sich in der Nähe befand, benannt sein. Im 5. Jahrhundert v. Chr. mündete er in den Fluss Asopos kurz bevor dieser in den Golf von Malia mündete. In der Nähe der Mündung des Phoinix, die etwa 3 km westlich der mittleren Thermopylen lag, befand sich ein Engpass, der nur Platz für einen Wagen bot. Dieser Engpass galt als westlichstes Tor der Thermopylen. Hier in der Nähe lag auch der Ort Anthele.